# Heng Samrin

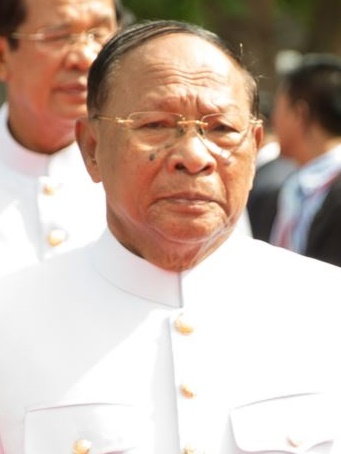
Heng Samrin em 2018

Heng Samrin (em khmer: ហេង សំរិន, nascido em 1934) é um político do Camboja.